# Teufelsmühlkees
Teufelsmühlkees är en glaciär i Österrike.   Den ligger i förbundslandet Salzburg, i den centrala delen av landet, 300 km väster om huvudstaden Wien. Teufelsmühlkees ligger 3 204 meter över havet.
Terrängen runt Teufelsmühlkees är huvudsakligen bergig, men åt sydväst är den kuperad. Teufelsmühlkees ligger uppe på en höjd. Närmaste större samhälle är Bruck an der Großglocknerstraße, 16,0 km norr om Teufelsmühlkees. 
I omgivningarna runt Teufelsmühlkees växer i huvudsak blandskog. Runt Teufelsmühlkees är det ganska glesbefolkat, med 34 invånare per kvadratkilometer.